# Шервін Пішевар
Шервін Пішевар (перс. شروین پیشه ور, англ. Shervin Pishevar; нар. 24 березня 1974) — американський підприємець, інвестор, філантроп іранського походження. Він був співзасновником і виконавчим головою компанії Hyperloop One, а також співзасновником і керуючим директором венчурного фонду Sherpa Capital, який інвестував у такі компанії, як Airbnb, Uber, GoPuff, Cue Health, Slack, Robinhood, Munchery та Postmates. Як інвестор Пішевар заснував понад 60 компаній.

## Біографія
Шервін Пішевар народився в Тегерані (Іран) в сім'ї Авраама Пішевара, керівника телерадіокомпанії, та Ешрати Пішевар. Авраам Пішевар переїхав до Сполучених Штатів після того, як його внесли до розстрільного списку аятолли Хомейні за допомогу іноземним громадянам у виїзді з Ірану. Він став водієм таксі в Сілвер-Спринг (штат Меріленд), де через 18 місяців до нього приєдналася його родина. Під час водіння таксі Авраам Пішевар, який уже мав ступінь магістра, навчався та отримав ступінь доктора філософії в галузі масової комунікації у Говардському університеті.
Шервін Пешавар вирішив вивчати медицину. У школі у рамках наукового проєкту він почав досліджувати пептиди магайніну, пізніше вивчав молекулярну клітинну біологію в Каліфорнійському університеті в Берклі, де отримав президентську стипендію для продовження навчання. У 1996 році він став співавтором статті в журналі Американського медичного товариства, яка стала основою для затвердження Стамбульського протоколу, перший набір міжнародних рекомендацій щодо документування катувань. Будучи старшим студентом Берклі, Пішевар заснував і працював головним редактором «Berkeley Scientific», першого рецензованого наукового журналу для студентів у Сполучених Штатах. Він пройшов понад рік курсів аспірантури з економіки охорони здоров'я в Школі громадської охорони здоров'я Берклі.
У 1997 році Пішевар вирішив залишити медицину та стати підприємцем. У віці 23 роки заснував WebOS, першу компанію, яка створила кросбраузерні вікна-інтерфейси для Інтернету, започаткувавши концепцію веб-операційної системи. Потім він був керуючим директором у Menlo Ventures, де керував інвестиціями в Warby Parker, Tumblr, Machine Zone та Uber Series B. Він став стратегічним радником Uber і працював спостерігачем у раді директорів компанії з 2011 по 2015 рік. Він заснував і керував технологічними компаніями, зокрема webs.com, WebOS, SGN, HyperOffice.
Починаючи з 2011 року, він протягом дворічного терміну був членом Глобальної ради підприємців Фонду ООН, що складається з 10 осіб. У 2015 році Барак Обама призначив його членом Ради іноземних стипендій Дж. Вільяма Фулбрайта. Як американський громадянин іранського походження, Пішевар був нагороджений Почесною медаллю острова Елліс у 2016 році.